# たかのてるこ
たかの てるこ（1971年2月8日 - ）は、日本のエッセイスト、テレビプロデューサーである。本名は高野 照子（たかの てるこ）。大阪府茨木市出身。

## 来歴・人物
大阪府立北野高等学校水泳部で活動し、屋外の50メートルプールで、のちの「ガンジス河でバタフライ」につながる泳法を磨く。
日本大学芸術学部放送学科のオーディオ・ビジュアル実習で、同級生の宮藤官九郎が監督する映画に出演した。1990年に『紳助のとんでもいい夢』（日本テレビ系）で準ミス日本大学として出演し、司会の島田紳助から寵愛されて1991年に『青春!島田学校』（TBS系）に出演した。
1991年に香港とシンガポール、1992年にインドと、それぞれを一人旅して旅に目覚める。1993年に東映に入社すると1996年にテレビ部に配属されて番組制作に携わる。友人の吉本ばななの助言をきっかけに、自らが出演者となり各地を旅する紀行ドキュメンタリー番組を製作する。
2000年に『ガンジス河でバタフライ』でエッセイストとしてデビューする。現在も『銀座OL世界をゆく!』シリーズ（フジテレビ）などのテレビ番組を制作し、旅についてエッセイを発表している。
作家や番組出演者として「たかのてるこ」、テレビ番組スタッフとして「高野照子」それぞれの名義を用いる。「ガンジス河でバタフライ」のテレビ作品は、原作者自らがモデルであるためスタッフクレジットもかな表記を用いた。
2011年7月10日に東映を退職して“旅人・エッセイスト”として活動を始めた。

## 主な制作番組

### ドキュメンタリー
- 20世紀黙示録 もの食う人びと（1996年、名古屋テレビ=テレビ朝日系）
- 恋する旅人〜さすらいOLインド編（1998年9月、TBS）
- 風を切る青春（2000年2月、テレビ朝日） 日本競輪学校生徒のドキュメンタリー
- 銀座OL世界をゆく! モロッコで断食（2002年4月、フジテレビ）
- 銀座OL世界をゆく!2 恋するラオス（2003年4月、フジテレビ）
- 世界でひとつだけの旅（2003年12月、テレビ東京）
- 銀座OL世界をゆく!3 ダライ・ラマに恋して（2005年3月、フジテレビ）
- 銀座OL世界をゆく!4 キューバでアミーゴ!（2007年1月、フジテレビ）
- 「ガンジス河でバタフライ」ができるまで（2007年9月、名古屋テレビ=テレビ朝日系） ドキュメントバラエティー

『恋する旅人- 』以降の番組では自ら出演もしている（『風を切る青春』を除く）。

### テレビドラマ
- ガンジス河でバタフライ（2007年10月、名古屋テレビ=テレビ朝日系）- 製作・原作
- 土曜ワイド劇場 検事・朝日奈耀子 第6作、第7作（テレビ朝日）
- 土曜ワイド劇場 森村誠一の終着駅シリーズ 第22作（テレビ朝日）
- 土曜ワイド劇場 終着駅の牛尾刑事vs事件記者・冴子 第9作（テレビ朝日）
- 土曜ワイド劇場 東京駅お忘れ物預り所 第3作（テレビ朝日）
- ドラマスペシャル 断絶（2009年10月、テレビ朝日）
- 魔法戦隊マジレンジャー（2005年2月 - 2006年2月、テレビ朝日）

## 著書
- ガンジス河でバタフライ（2000年11月、幻冬舎）

作家デビュー作。香港、シンガポール、インドへの一人旅を綴る紀行エッセイ。2007年にインド編がテレビドラマ化。
- モロッコで断食（上・下）（2002年3月、幻冬舎）
- モンキームーンの輝く夜に（2003年3月、幻冬舎）
- お先、真っ白（2003年12月、扶桑社）
- サハラ砂漠の王子さま（2004年2月、幻冬舎文庫 モロッコで断食（上）の文庫化）
- モロッコで断食（2004年2月、幻冬舎文庫 モロッコで断食（下）の文庫化）
- ダライ・ラマに恋して（2004年9月、幻冬舎）
- Big Smiles！ 世界の笑顔に恋してる（2005年5月、幻冬舎）
- キューバでアミーゴ!（2006年12月、幻冬舎） ISBN 4344012690
- 淀川でバタフライ（2009年8月、講談社文庫 「お先、真っ白」に新作エッセイを加え、改題）
- ジプシーにようこそ！　旅バカOL、会社卒業を決めた旅（2011年4月、幻冬舎）
- ど・スピリチュアル日本旅（2014年8月、幻冬舎）
- 純情ヨーロッパ　呑んで、祈って、脱いでみて 西欧&北欧編（2016年10月、ダイヤモンド・ビッグ社）
- 人情ヨーロッパ　ゆるして、ゆるされて 中欧&東欧編（2016年10月、ダイヤモンド・ビッグ社）
- 世界は、愛でできている（2022年9月、terubooks）

## 出演
- 上柳昌彦 ごごばん!（ニッポン放送、2010年10月11日・2010年10月21日） - 木曜準レギュラーパートナー
- セカイでニホンGO!（NHK、2011年7月 -） - 不定期ゲスト
- 日立 世界・ふしぎ発見!（TBS、2012年4月14日） - ゲスト解答者
- 世界ナゼそこに?日本人 〜知られざる波瀾万丈伝〜（テレビ東京、2012年10月26日 - ） - 準レギュラー
- ウーマン・オン・ザ・プラネット（日本テレビ、2012年11月3日・12月15日・2013年1月12日）- 旅のエキスパートゲスト
- TBS若手ディレクターと石橋の土曜の3回（TBS、2012年11月24日・2013年3月23日）
- 加藤浩次の本気対談!コージ魂!!（BS日テレ、2012年12月6日） - ゲスト
- 赤江珠緒 たまむすび（TBSラジオ、2014年8月21日・2015年9月3日・2016年10月6日） - ゲスト
- くにまる食堂（文化放送、2023年9月8日） - ゲスト

### 連載
- GINGER L。「ディー プ・ジャパン！"世界一のスピリチュアル・アイランド"を巡る旅」（幻冬舎）(2013 SPRING 10-)